# Sierning (Pielach)
Die Sierning ist ein linker Zufluss der Pielach im Mostviertel in Niederösterreich.
Die Sierning entspringt am Simmetsberg (592 m ü. A.) bei Dörfl (Gemeinde Kilb) im Bezirk Melk nahe der II. Wiener Hochquellenwasserleitung. Nach der Aufnahme zahlreicher kleiner Bäche, von denen der Brücklbach und der Ranzenbach die Bedeutendsten sind, trifft bei Bischofstetten der aus Schlatzendorf abfließende Schildbach von links auf die Sierning und bei Rametzhofen der von Hürm kommende Hürmbach. Die Sierning durchfließt danach Sankt Margarethen an der Sierning und Groß Sierning, um bei Eibelsau, Gemeinde Haunoldstein, von links in die Pielach zu münden.
Ihr Einzugsgebiet umfasst 99,1 km² in weitgehend offener Landschaft.
Das Gewässer wurde zwischen 1072 und 1091 erstmals schriftlich erwähnt („usque ad Sirnicha“). Der Name stammt aus dem Slawischen und bedeutet „schwarzer Bach“ (*Čьrnika).